# سرچاه عماری
سرچاه عماری یک روستا در ایران است که در دهستان قلعه زری شهرستان خوسف واقع شده‌است. سرچاه عماری ۳۸ نفر جمعیت دارد.